# Istone H2b
L'istone H2B è uno dei 5 principali istoni che intervengono nella formazione della cromatina delle cellule eucariotiche.

## Struttura
Si tratta di una proteina strutturale a basso peso molecolare formata da 126 amminoacidi.
È formato da un corpo globulare composto da eliche alpha, non ha la coda carbossi terminale ed ha una discreta coda ammino terminale ricca di arginine e lisine e quindi di cariche elettriche positive. Nell'uomo esistono diverse copie del l'istone H2B e la differenza sta nella coda ammino terminale che può essere più lunga o più corta, in particolare varia da 121 a 148 amminoacidi.

## Funzione
L'istone H2B ha una funzione strutturale in quanto contribuisce all'organizzazione del DNA degli eucarioti. Ha un ruolo rilevante nella biologia del contenuto nel nucleo cellulare  dove interviene nell'impacchettamento e nel mantenimento nel tempo della funzionalità dei cromosomi, nelle operazioni di regolazione e trascrizione del DNA e nella sua replicazione e riparazione.